# Super Canal
Super Canal es un canal de televisión de la República Dominicana. Fue fundado el 1 de julio de 2000.

## Historia
1979 - Cable TV Dominicana El primer operador de cable en la República Dominicana fundado por Frank Jorge Elías 
1998 - Teléfonos del Caribe (Telca) Se formó contribuyendo al establecimiento de la industria inalámbrica para los servicios de Voz y Data en toda la República Dominicana.
1999 - Grupo SuperCanal Se expande de la producción de televisión con una inversión de 23 millones de dólares creando una estructura con alta tecnología.
2000 - SuperCanal 33 Fue creado para suplir la necesidad creciente de un canal de alta calidad orientado al entretenimiento.
Disponible tanto a través de las compañías de cable como por aire. Llegando a más de 80% de la población dominicana.
2001 - SuperCanal Caribe Se lanzó para servir a las necesidades de los dominicanos en el extranjero. Actualmente es visto en más de 6 países y por la Web en el mundo entero. Supercanal fue el primer canal 24/7 disponible en el extranjero.
2007 - Dominican View Enfocado en los deportes, noticias y eventos especiales. Un canal diseñado para llenar la brecha existente dentro de la programación de la República Dominicana disponible en los Estados Unidos.
2009 - Tele El Salvador Es creado para llenar la necesidades de contenido de los 2.5 millones de salvadoreños residentes en los Estados Unidos. Presentando lo mejor de El Salvador. Con más de 30 años de experiencia en la producción de televisión, Grupo Supercanal lanza el primer canal internacional de El Salvador.
2013 - Señal de Vida Es un canal de contenido cristiano dirigido por Adelina Jorge Elías hermana de Frank Jorge Elias
2016 - Super Canal Puerto Rico Super Canal se expande su cobertura, llegando a la isla del encanto a través del canal 51.1 en Señal Abierta, en el Canal 52 de Liberty Cable y en el canal 23 de Choice Cable. también el canal 51.1 ahora está operada por Super Canal Boricua Corporation.
FACILIDADES•	Primera estación de televisión con facilidades e infraestructura específicas de la industria. •	4 estudios de producción. •	Control sobre el contenido; contratos con todos los productores y celebridades •	Dos unidades móviles en la República Dominicana y en los Estados Unidos.